# Ofterdingen
Ofterdingen è un comune tedesco di 5 508 abitanti,, situato nel land del Baden-Württemberg.